# Cruce creștină

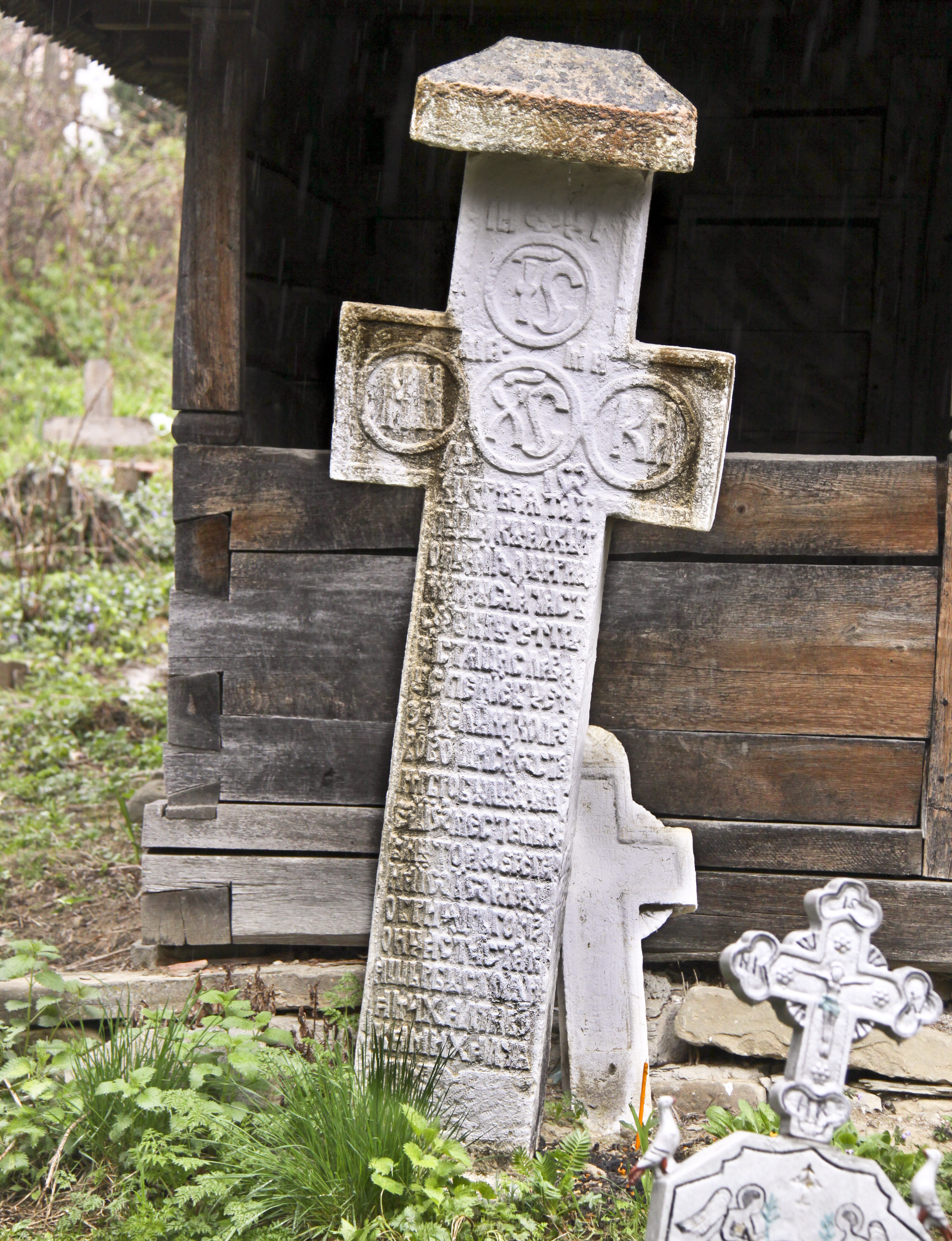
Cruce de piatră românească la intrarea în biserica de lemn din Mesteacăn, Dâmbovița, aprilie 2010.

Crucea creștină este cel mai cunoscut simbol al creștinismului.

## Etimologie
Cuvântul cruce vine din limba latină de la crux, crucis și corespunde grecescului σταυρός (stauros), care înseamnă stâlp (un par înfipt în pământ).

## Istoric
Crucea este unul dintre simbolurile cele mai răspândite și în același timp printre cele mai vechi. El se găsește pictat sau scrijelit în peșterile preistoriei (epoca de piatră), iar în Europa preromană și precreștină el a fost un simbol preferat al celților (monezile lor ne stau mărturie). Știm însă cu siguranță că el a fost preluat ca simbol legat de divinități odată cu apariția civilizațiilor istorice (scrise), exemplul primar fiind Egiptul, unde crucea coptă (ankh) o vedem adesea în mâna diverșilor zei egipteni reprezentați de oamenii acelor timpuri, sau pe sarcofagele și pereții mormintelor lor. Sensul ei era acela al vieții (imortalității), de aceea interpretarea cea mai frecventă este aceea a unei alăturări a organelor sexuale stilizate (ansa reprezentând vulva, în continuarea căreia este atașat penisul la capătul căruia sunt situate testiculele). La apariția lui, creștinismul a integrat și el simbolul acesta străvechi, regăsit în multe culturi anterioare. 
«Cruce» are două sensuri: un sens material, și un sens moral.
În limba latină cuvântul ia primul sens pe la anul 264 înaintea erei creștine, și servea la pedepsirea sclavilor, răufăcătorilor și furilor, care nu erau cetățeni romani.
În liturgică, «cruce» poate avea înțelesul de crucifix, ori de cruce manuală.

## Origine
„Aproape în toată lumea antică au fost găsite diferite obiecte care aveau ca semn distinctiv cruci de diverse forme și care datau din perioade mult mai vechi decât era creștină. India, Siria, Persia și Egiptul ne furnizează nenumărate exemple. ... Folosirea crucii ca simbol religios în timpurile precreștine și printre popoarele necreștine poate fi considerată aproape universală și, în majoritatea cazurilor, legată de o formă oarecare de adorare a naturii.“ — Encyclopedia Britannica (1946), vol. VI, p. 753.
„Forma [crucii cu două brațe] își are originea în Caldeea antică. În această țară, precum și în țările învecinate, inclusiv în Egipt, crucea era folosită ca simbol al zeului Tamuz [având forma misticului Tau, inițiala numelui său]. Spre mijlocul secolului al III-lea e.n., bisericile fie se îndepărtaseră de unele învățături ale credinței creștine, fie le falsificaseră. Pentru a mări prestigiul sistemului ecleziastic apostat, păgânii erau primiți în biserici fără să fie regenerați prin credință și li se permitea să-și păstreze, în mare parte, semnele și simbolurile păgâne. Astfel, Tau sau T, în forma cea mai frecventă cu bara transversală lăsată mai jos, a fost adoptat ca simbol al crucii lui Cristos.“ — An Expository Dictionary of New Testament Words, de W. E. Vine (Londra, 1962), p. 256.
„Este straniu, totuși adevărat, că, cu mult înainte de nașterea lui Cristos și de atunci încoace, crucea era folosită ca simbol sacru în țări în care nu ajunseseră învățăturile Bisericii. ... Grecii, care i se închinau lui Bachus, tirienii, care i se închinau lui Tamuz, caldeenii, care i se închinau lui Bel, și scandinavii, care i se închinau lui Odin, toți au folosit un obiect cruciform în închinarea adusă acestora.“ — The Cross in Ritual, Architecture, and Art, de G. S. Tyack (Londra, 1900), p. 1.
«Crux Ansata» [crucea cu ansă sau cu mâner în partea superioară] ... era purtată în mână de preoții și regii-pontifi egipteni ca simbol al autorității lor de preoți ai zeului Soare, fiind denumită «Semnul vieții».“ — The Worship of the Dead, de J. Garnier, (Londra, 1904), p. 226.
„Diferite reprezentări de cruci se găsesc pretutindeni pe monumentele și mormintele egiptenilor, fiind considerate de mulți specialiști simboluri fie ale falusului [o reprezentare a organului sexual masculin], fie ale coitului. ... În mormintele egiptene, crux ansata se află alături de falus.“ — A Short History of Sex-Worship, de H. Cutner (Londra, 1940), p. 16, 17; vezi și The Non-Christian Cross, p. 183.
„Aceste cruci erau folosite ca simboluri ale zeului babilonian Soare, [Vezi cartea], și au apărut pentru prima oară pe o monedă a lui Iulius Caesar (100–44 î.e.n.), apoi pe o monedă bătută de moștenitorul lui Cezar Augustus, în 20 î.e.n. Pe monedele lui Constantin, simbolul cel mai frecvent este [Vezi cartea]. Totuși, același simbol este adesea folosit fără cercul din jurul lui și cu patru brațe egale, care se întretaie în unghi drept: Acesta era simbolul venerat în special ca «disc solar». Trebuie să amintim că împăratul Constantin era un închinător la zeul Soare și că nu a aderat la «Biserică» decât la un sfert de secol după ce, conform legendei, avusese viziunea unei astfel de cruci pe cer.“ — The Companion Bible, apendicele nr. 162; vezi și The Non-Christian Cross, p. 133–141.

## Sens moral
De la Plaut, crucea ia și sensul moral, intrând chiar în proverbe, desemnând un chin moral, sau chiar călăul.
Este folosit în Noul Testament, în Evanghelia după Marcu VIII:34: «Dacă voiește cineva să vină după mine, să se lepede de sine însuși, să-și ia crucea, și să mă urmeze», cuvinte pe care le-ar fi rostit Iisus din Nazaret. Crucea apare nu doar în Noul Testament, ci și în felurite reprezentări, fiind unul dintre cele mai vechi simboluri creștine. Ea este menționată și în scrierile creștine din secolele I-III (precum "Constituțiile Apostolice", "Epistola către Barnaba" etc.). Unele grupări neoprotestante afirmă însă că nu există dovezi că Isus din Nazaret ar fi murit pe cruce.
Mai târziu, sensul spiritual de «chin moral» va fi lărgit, pentru a vorbi de dogma creștină a ispășirii.

## Sens material
Crucea e un simbol în formă de răscruce, formată de două sau mai multe linii.
Regiunea e o zonă definită de intersectare: în general sunt patru regiuni.

## Semnul crucii[5]
În Biserica Romano-Catolică semnul crucii, care inițial se făcea de la dreapta spre stânga (ca în bisericile orientale) a fost schimbat în secolul al XIII-lea de către Papa Inocent al III-lea (1198-1216), care a hotărât să fie făcut cu trei degete, de la frunte la piept și de la stânga la dreapta. Această decizie a fost luată după Marea Schismă din 1054 dintre Biserica din Răsărit și Biserica din Apus, ca urmare a ostilității dintre conducătorii celor două părți.

## Forme de cruce
- cruce greacă
- cruce latină
- Cruce ortodoxă rusă
- crucea papală cu 3 traverse orizontale, reprezentând cel 3 funcții fundamentale ale papei: învățator, păstor și preot.
- Crucea Sfântului Andrei, sau cruce în formă de X
- Crucea Sfântului Antonie, în formă de τ (tau), adoptată de Francisc de Assisi
- crucea sfântului Petru, sau cruce întoarsă
- crucea sfântului Gheorghe
- cruce bască
- cruce celtică
- cruce egipteană sau ankh
- cruce furcată, în formă de Y
- cruce cu vârfuri
- cruce cvadruplă
- cruce ancorată
- cruce cu trifoi
- cruce patriarhală, sau lorenă
- cruce malteză
- cruce ierusalimiteană
- cruce occitană
- cruce gamată, sau svastika
- cruce serbă
- Mundolsheim
- cruce hughenotă
- cruce scandinavă

### Galeria

Greacă
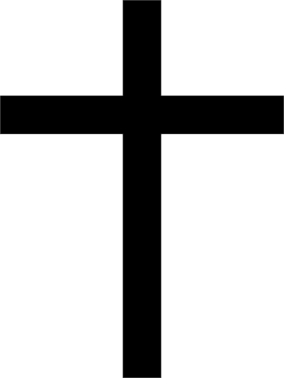
Latină
Ortodoxă (slavă)
A sfântului Petru
A sfântului Gheorghe
Crux commissa, egipteană creștină (coptă)
Crux decussata, a sfântului Andrei
Celtică
În formă de soare, baza crucii celtice
Crux dissimulata
Svastica
Lorenă
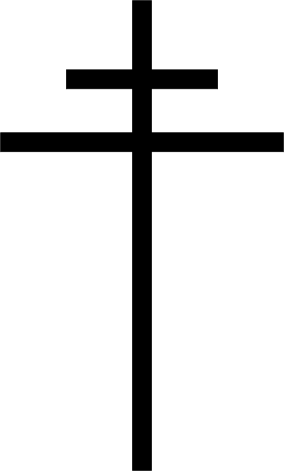
Patriarhală, sau a Jeannei d'Arc
Papală sau ierofantă
Ridicată, sau a evangheliștilor, ori de arhanghel
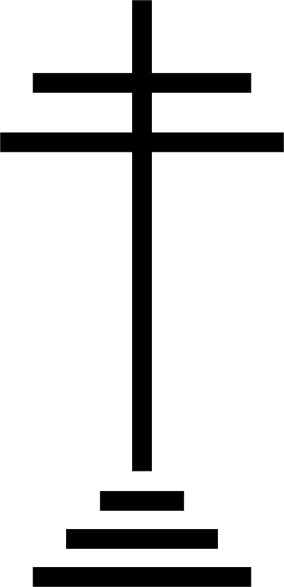
De arhanghel (variantă)
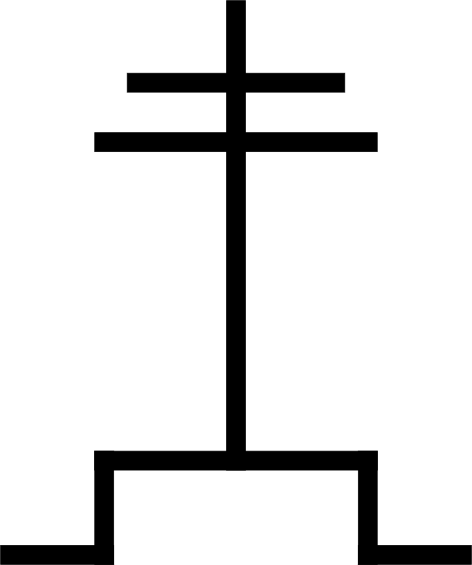
De arhanghel (variantă)
Romană de hirotonie
Serbă
Nemțească
Ierusalimiteană, simbol cruciat
Cu cârje, sau merovingiană
Cu trifoi, sau a sfântului Patrik, sau irlandeză
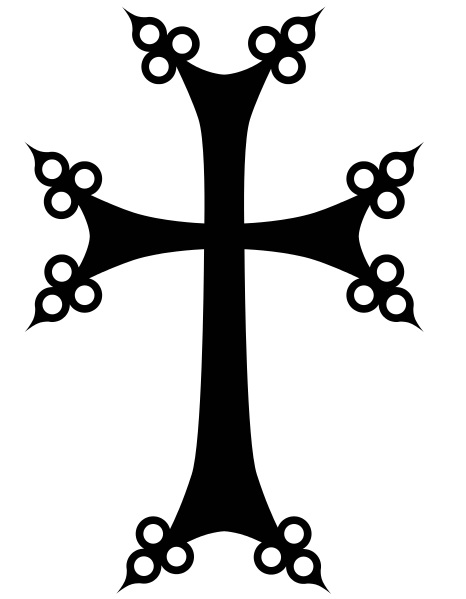
Armeană
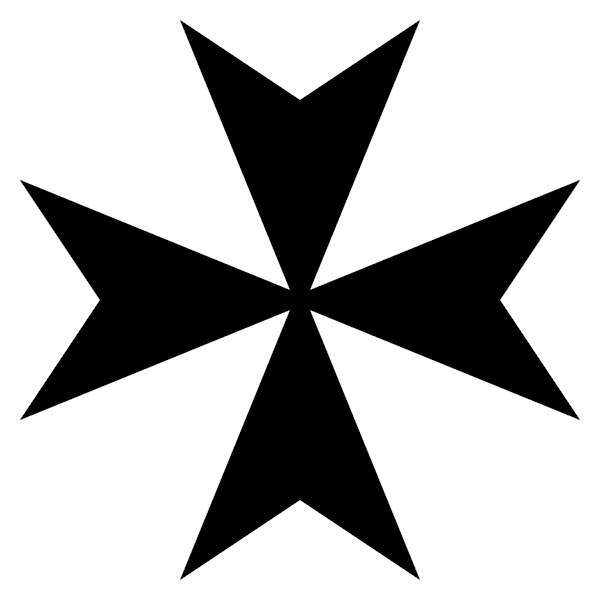
Malteză, sau a sfântului Ioan
Cu tălpi
Cu mingi, sau cu mere
De Canterbury (anglicană)
A sfântului Iacob cel Bătrân
Occitană
A templierilor
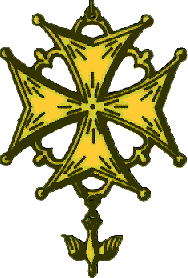
Hughenotă
Scandinavă
Crucea Roșie.

## Iconografie
- Manuela Beer: Triumphkreuze des Mittelalters. Ein Beitrag zu Typus und Genese im 12. und 13. Jahrhundert. Mit einem Katalog der erhaltenen Denkmäler, Regensburg: Schnell & Steiner 2005, ISBN 3-7954-1755-4, recenzie în limba germană online